# Giuseppe Buttà
Giuseppe Buttà (Naso, 4 gennaio 1826 – Naso, 6 gennaio 1886) è stato un presbitero, scrittore e memorialista italiano.

## Biografia
Negli anni '40 fu ordinato sacerdote e nel 1854 ottenne l'incarico di cappellano militare dell'esercito borbonico, venendo destinato al Bagno Penale di Santo Stefano.
Nel 1859 fu assegnato al 9º Battaglione Cacciatori comandato dal maggiore Ferdinando Beneventano del Bosco, stanziato a Monreale in Sicilia.
Nell'aprile 1860 la sua casa vicino a Monreale venne saccheggiata dalla popolazione, al grido di "Viva l'Italia", durante la Rivolta della Gancia; dopo lo sbarco a Marsala di Garibaldi, partecipò all'intera campagna militare, seguendo il suo battaglione nell'inesorabile ritirata dalla Sicilia fino a Gaeta, e assistendo come testimone oculare a molti avvenimenti storici, fra cui la battaglia di Milazzo, gli scontri sotto le mura di Capua e la battaglia del Volturno.
Fu tra i capitolati di Gaeta e, alla resa della piazzaforte e in seguito alla proclamazione dell'unità d'Italia, dopo un breve periodo di detenzione fu costretto all'esilio in quanto sospetto cospiratore filoborbonico.
Dopo un periodo trascorso a Roma, ottenne il permesso di rientrare in patria, e a Napoli avviò una carriera di scrittore producendo dapprima delle memorie della spedizione di Mille (Un viaggio da Boccadifalco a Gaeta) che tuttora rimane la sua opera più famosa, e in seguito un saggio storico (I Borboni di Napoli al cospetto di due secoli) e un romanzo (Edoardo e Rosolina, o le conseguenze del 1860).

## Scrittore legittimista
Buttà, assieme a Giacinto de' Sivo, è forse il più famoso tra gli scrittori legittimisti filoborbonici. Pier Giusto Jaeger, autore di un celebre saggio sull'assedio di Gaeta, definì la sua opera “di ineguagliabile parzialità”; essa però riscosse un certo interesse da parte di Leonardo Sciascia (curatore di una ristampa del Viaggio nel 1985) e l'entusiasmo di Carlo Alianello, romanziere dichiaratamente neoborbonico.

## Punto di riferimento
Visto con gli occhi di oggi rivela un non eccessivo talento letterario, ma allo stesso tempo un piglio vivace che rende godibile la lettura; e in ogni caso resta di grande importanza dal punto di vista documentario, come attestano i numerosi saggi che in tempi recenti vi hanno attinto a piene mani, soprattutto nell'ambito del revisionismo del Risorgimento.

## Opere
- Un viaggio da Boccadifalco a Gaeta, Edizioni Trabant.
- I Borboni di Napoli al cospetto di due secoli, Edizioni Trabant.
- Edoardo e Rosolina o le conseguenze del 1860, Edizioni Trabant.